# Футболист года во Франции по версии НСПФ
Футболист года во Франции (фр. Joueur français de l'année) — ежегодная футбольная награда, вручаемая членами Национального союза профессиональных футболистов (UNFP) лучшему футболисту чемпионата Франции. Изначально церемония вручения наград, впервые прошедшая в 1987 году, называлась футбольным «Оскаром», однако с 2004 года носит название UNFP Trophées. Помимо лучшего футболиста на церемонии отмечаются также лучший молодой игрок года, лучший вратарь, лучший тренер, выбирается символическая сборная и лучший гол года. Помимо представителей Лиги 1 существуют номинации для Лиги 2, для женского футбольного чемпионата, для судей и для французских футболистов, выступающих за рубежом.
Главная награда, присуждаемая лучшему игроку года, изначально вручалась только футболистам с французским гражданством. С 1997 года её может получить любой игрок, выступающий во Франции. Рекордсменами по числу званий игрока года являются Златан Ибрагимович и Килиан Мбаппе, каждый из которых три раза получал награду.

## Лига 1
| Год                                      | Игрок года                                              | Молодой игрок года                                      | Вратарь года                                            | Тренер года                                             |
| ---------------------------------------- | ------------------------------------------------------- | ------------------------------------------------------- | ------------------------------------------------------- | ------------------------------------------------------- |
| 1987                                     |                                                         |                                                         |                                                         | Эме Жаке (Бордо)                                        |
| 1988                                     | Арсен Венгер (Монако)                                   |                                                         |                                                         |                                                         |
| Награды не вручались с 1989 по 1993 год. |                                                         |                                                         |                                                         |                                                         |
| 1994                                     | Давид Жинола (ПСЖ)                                      | Зинедин Зидан (Бордо)                                   |                                                         | Луис Фернандес (Канн)                                   |
| 1995                                     | Венсан Герен (ПСЖ)                                      | Флориан Морис (Лион)                                    | Франсис Смереки (Генгам)                                |                                                         |
| 1996                                     | Зинедин Зидан (Бордо)                                   | Робер Пирес (Мец)                                       | Ги Ру (Осер)                                            |                                                         |
| 1997                                     | Сонни Андерсон (Монако)                                 | Тьерри Анри (Монако)                                    | Жан Тигана (Монако)                                     |                                                         |
| 1998                                     | Марко Симоне (ПСЖ)                                      | Давид Трезеге (Монако)                                  | Даниэль Леклерк (Ланс)                                  |                                                         |
| 1999                                     | Али Бенарбиа (Бордо)                                    | Оливье Монтеррюбьо (Нант)                               | Эли Боп (Бордо)                                         |                                                         |
| 2000                                     | Марсело Гальярдо (Монако)                               | Филипп Кристанваль (Монако)                             | Клод Пюэль (Монако)                                     |                                                         |
| 2001                                     | Эрик Каррьер (Нант)                                     | Сидней Гову (Лион)                                      | Рейнальд Денуэкс (Нант)                                 |                                                         |
| 2002                                     | Педру Паулета (Бордо)                                   | Джибриль Сиссе (Осер)                                   | Ульриш Раме (Бордо)                                     | Жоэль Мюллер (Ланс)                                     |
| 2003                                     | Педру Паулета (2) (Бордо)                               | Лионель Матис (Осер)                                    | Грегори Купе (Лион)                                     | Ги Лякомб (Сошо)                                        |
| 2004                                     | Дидье Дрогба (Марсель)                                  | Патрис Эвра (Монако                                     | Грегори Купе (2) (Лион)                                 | Дидье Дешам (Монако)                                    |
| 2005                                     | Майкл Эссьен (Лион)                                     | Жереми Тулалан (Нант)                                   | Грегори Купе (3) (Лион)                                 | Поль Ле Гуэн (Лион)                                     |
| 2006                                     | Жуниньо (Лион)                                          | Франк Рибери (Марсель)                                  | Грегори Купе (4) (Лион)                                 | Клод Пюэль (2) (Лилль)                                  |
| 2007                                     | Флоран Малуда (Лион)                                    | Самир Насри (Марсель)                                   | Тедди Ришер (Сошо)                                      | Жерар Улье (Лион)                                       |
| 2008                                     | Карим Бензема (Лион)                                    | Хатем Бен Арфа (Лион)                                   | Стив Манданда (Марсель)                                 | Лоран Блан (Бордо)                                      |
| 2009                                     | Йоанн Гуркюфф (Бордо)                                   | Эден Азар (Лилль)                                       | Уго Льорис (Лион)                                       | Эрик Геретс (Марсель)                                   |
| 2010                                     | Лисандро Лопес (Лион)                                   | Эден Азар (2) (Лилль)                                   | Уго Льорис (2) (Лион)                                   | Жан Фернандес (Осер)                                    |
| 2011                                     | Эден Азар (Лилль)                                       | Мамаду Сако (ПСЖ)                                       | Стив Манданда (2) (Марсель)                             | Руди Гарсия (Лилль)                                     |
| 2012                                     | Эден Азар (2) (Лилль)                                   | Юнес Беланда (Монпелье)                                 | Уго Льорис (3) (Лион)                                   | Рене Жирар (Монпелье)                                   |
| 2013                                     | Златан Ибрагимович (ПСЖ)                                | Флорьян Товен (Бастия)                                  | Сальваторе Сиригу (ПСЖ)                                 | Карло Анчелотти (ПСЖ) Кристоф Гальтье (Сент-Этьен)      |
| 2014                                     | Златан Ибрагимович (2) (ПСЖ)                            | Марко Верратти (ПСЖ)                                    | Сальваторе Сиригу (2) (ПСЖ)                             | Рене Жирар (2) (Лилль)                                  |
| 2015                                     | Александр Ляказетт (Лион)                               | Набиль Фекир (Лион)                                     | Стив Манданда (3) (Марсель)                             | Лоран Блан (2) (ПСЖ)                                    |
| 2016                                     | Златан Ибрагимович (3) (ПСЖ)                            | Усман Дембеле (Ренн)                                    | Стив Манданда (4) (Марсель)                             | Лоран Блан (3) (ПСЖ)                                    |
| 2017                                     | Эдинсон Кавани (ПСЖ)                                    | Килиан Мбаппе (Монако)                                  | Даниел Субашич (Монако)                                 | Леонарду Жардим (Монако)                                |
| 2018                                     | Неймар (ПСЖ)                                            | Килиан Мбаппе (2) (ПСЖ)                                 | Стив Манданда (5) (Марсель)                             | Унаи Эмери (ПСЖ)                                        |
| 2019                                     | Килиан Мбаппе (ПСЖ)                                     | Килиан Мбаппе (3) (ПСЖ)                                 | Майк Меньян (Лилль)                                     | Кристоф Гальтье (2) (Лилль)                             |
| 2020                                     | Вручение наград не проводилось из-за пандемии COVID-19. | Вручение наград не проводилось из-за пандемии COVID-19. | Вручение наград не проводилось из-за пандемии COVID-19. | Вручение наград не проводилось из-за пандемии COVID-19. |
| 2021                                     | Килиан Мбаппе (2) (ПСЖ)                                 | Орельен Чуамени (Монако)                                | Кейлор Навас (ПСЖ)                                      | Кристоф Гальтье (3) (Лилль)                             |
| 2022                                     | Килиан Мбаппе (3) (ПСЖ)                                 | Вильям Салиба (Марсель)                                 | Джанлуиджи Доннарумма (ПСЖ)                             | Брюно Женезьо (Ренн)                                    |
| 2023                                     | Килиан Мбаппе (4) (ПСЖ)                                 | Нуну Мендеш (ПСЖ)                                       | Брис Самба (Ланс)                                       | Франк Эз (Ланс)                                         |

### Лучший французский легионер
| Год  | Игрок           | Клуб            |
| ---- | --------------- | --------------- |
| 2016 | Антуан Гризманн | Атлетико Мадрид |
| 2017 | Н’Голо Канте    | Челси           |
| 2018 | Н’Голо Канте    | Челси           |
| 2019 | Карим Бензема   | Реал Мадрид     |
| 2020 | Карим Бензема   | Реал Мадрид     |
| 2021 | Карим Бензема   | Реал Мадрид     |
| 2022 | Карим Бензема   | Реал Мадрид     |
| 2023 | Карим Бензема   | Реал Мадрид     |